# Gabino Pacheco Zegarra
Julio Gabino Pacheco Zegarra (Ayaviri, 25 de diciembre de 1846 - 27 de julio de 1903) fue un diplomático, político, filólogo, escritor y traductor de Ollantay. Pacheco Zegarra fue considerado como la máxima autoridad en lengua quechua de su época.

## Biografía
Gabino Pacheco Zegarra nació el 25 de diciembre de 1846 en Ayaviri, provincia de Puno, cerca del lago Titicaca (Perú). Se trasladó a la ciudad del Cuzco cuando tenía una temprana edad y se graduó como abogado en la Universidad Nacional de San Antonio Abad a los 20 años. Su grado fue revalidado en la Universidad Nacional Mayor de San Marcos, en donde obtuvo una cátedra. Posteriormente se trasladó a París y radicó en Europa por 25 años. Cuando volvió a Perú, Pacheco Zegarra empezó una carrera política como diputado provincial de Ayaviri. Pacheco también desempeñó distintos cargos en la Estadística de la Aduana del Callao y fue miembro de la Sociedad Geográfica de Lima.

## Obras
Gabino Pacheco Zegarra fue el autor de la traducción comentada del drama Ollantay, obra que es considerada de máxima importancia en la literatura quechua. Esta traducción fue titulada como Ollantay. Drama en verso quechua del tiempo de los Incas (Paris, 1878). La revista El Ateneo. Órgano del Ateneo de Lima escribió un artículo sobre sus obras y su autor, Francisco Tudela, afirma que Ollantay pudo ser conocida en países como España y Alemania. Tudela afirma que Pi i Margall escribió un prólogo en el que elogió al autor. En España, Pacheco Zegarra publica poesías, como La cita, Patria, Monólogo, Yaraví y otras.
Pacheco Zegarra cuenta con muchas obras inéditas, como Alfhabet phonétique de la langue quechua (París, 1875), Guerre déclarèe au Pérou eta Á la Bolivie par le Chili (Nancy, 1879), Cambiar parejas, Capricho cómico en un acto y en verso pentasílabo (Madrid, 1882), Estudio sobre la Estadística Nacional (1901) y otras obras literarias de teatro, novelas y poesías.

## Legado
Gabino Pacheco Zegarra es recordado por su labor política, ya que junto a Felipe Santiago Castro Miranda impulsó la creación de la provincia de Ayaviri.

## Reconocimientos
El 31 de enero de 1888, su retrato fue colgado en la Galería de Figuras Ilustres del teatro de la Universidad Nacional Mayor de San Macos. En 1969, su busto fue erigido en su ciudad natal, Ayaviri.
En 2019, el gobernador regional Agustín Luque Chayña celebró el 118 aniversario de la provincia de Melgar y le dedicó ofrendas florales a Pacheco Zegarra, ya que él fue uno de los impulsores de la creación de aquella provincia.